# Ralph R. Greenson
Ralph R. Greenson (ursprünglich Romeo Samuel Greenschpoon; geboren 20. September 1911 in Brooklyn, New York; gestorben 24. November 1979 in Los Angeles, Kalifornien) war ein amerikanischer Psychiater und Psychoanalytiker.

## Leben
Greenson studierte zunächst an der Columbia-Universität in New York City Medizin. 1931 siedelte er in die Schweiz über und setzte sein Studium in Bern fort. Dort absolvierte er eine Psychoanalyse bei Wilhelm Stekel und lernte Hildegard Treusch kennen, die er nach der gemeinsamen Rückkehr nach Amerika heiratete. 1937 ließ er sich in Los Angeles als Psychiater und Psychoanalytiker nieder. Als 1938 der namhafte Psychoanalytiker Otto Fenichel ins Exil nach Los Angeles kam, setzte Greenson bei ihm seine Analyse fort, ebenso nach Fenichels Tod 1945 bei dessen Schülerin Frances Deri.

## Werk
Mit seinem Buch Technik und Praxis der Psychoanalyse verfasste Greenson eines der Standardwerke der Psychoanalyse. Es erschien 1967 unter dem Titel Technique and Practise of Psychoanalyses, 1986 in deutscher Übersetzung. Es gibt einen Überblick über die Psychoanalyse als Behandlungsverfahren mit allen wichtigen Aspekten wie der Technik der Freien Assoziation, dem Deuten, den Formen des Widerstands, dem Arbeitsbündnis, der Übertragung und vor allem den verschiedenen Möglichkeiten mit alledem in der Behandlung umzugehen. Die Darstellung zeichnet sich durch Praxisnähe und Detailreichtum aus. So beschreibt es z. B. als Widerstandsformen nicht nur das Schweigen des Patienten, die Äußerungen in den Affekten und in der Körperhaltung, sondern auch Details wie: das Zuspätkommen, das Versäumen von Stunden, das Vergessen zu bezahlen, das Ausbleiben von Träumen, der Patient langweilt sich, der Patient hat ein Geheimnis, das Agieren, häufige »fröhliche« Stunden, der Patient ändert sich nicht, stiller Widerstand (1986, S. 77–82). Dadurch etablierte sich das Buch insbesondere als Anregung für Praktiker und ist bis heute verfügbar: Die 9. Auflage in deutscher Sprache erschien 2007. Auch ein zweites Werk wurde ins Deutsche übersetzt und in die bei Klett-Cotta erschienene Reihe Standardwerke der Psychoanalyse aufgenommen. Es enthält 25 Aufsätze, die ebenfalls mit vielen Praxisbeispielen versehen sind. Drei weitere Artikel erschienen in der renommierten Zeitschrift Psyche.
Als Psychoanalytiker in Los Angeles behandelte Greenson einige bekannte Persönlichkeiten wie Tony Curtis, Frank Sinatra, Peter Lorre, Celeste Holm, Vincente Minnelli, Vivien Leigh und Marilyn Monroe.

## Fall Marilyn Monroe
Nach seinem Tod sorgten angebliche Tonbänder von Marilyn Monroe, die Monroe ihm als seine Patientin übergeben hatte, für einige Presseberichte und wurden später zu einem Roman verarbeitet. Zu dieser Indiskretion kam es, weil der Staatsanwalt John W. Miner, der den Tod Monroes vorgeblich untersuchte, 1962 auch Greenson befragt hatte. Unter der Zusicherung der Vertraulichkeit hatte dieser ihm in den Gesprächen Tonbandausschnitte aus der letzten Phase der Behandlung vorgespielt, von denen Miner sich ausführliche Notizen machte.
Als 1992 der Monroe-Biograf Donald Spoto öffentlich den Verdacht äußerte, dass Greenson Schuld am Tod seiner Patientin sei und sich zuvor in diese verliebt habe, brach Miner wohl mit dem Einverständnis der Witwe Greenson die Verschwiegenheitsvereinbarung, um Greenson zu entlasten. Greenson hatte Monroe vor deren Tod am 4. August 1962 vom 1. Juli bis zum 4. August das Barbiturat Nembutal verschrieben und im März 1963 bei Monroes Nachlassverwalter unter dem eigentlichen Wirkstoff Pentobarbital als Sedativum abgerechnet.
Aus psychoanalytischer Perspektive erörtert die Psychoanalytikerin Irene Bogyi behandlungstechnische Fehler Greensons in der Behandlung Monroes. Durch die Gegenüberstellung von Texten aus Lehrbuchaussagen Greensons und Texten von Monroe und ihrem Mann Arthur Miller erläutert sie die Verstrickung Greensons mit seiner Patientin, durch die die Behandlung letztlich misslungen sei und zum Tode führte.

## Veröffentlichungen in deutscher Sprache
- Technik und Praxis der Psychoanalyse (Standardwerke der Psychoanalyse) Klett-Cotta, Stuttgart 1986. (9. Auflage 2007: ISBN 978-3-608-94283-5)
- Psychoanalytische Erkundungen (Standardwerke der Psychoanalyse) Klett-Cotta, Stuttgart 1993, ISBN 3-608-95090-7
- mit Milton Wexler: Die übertragungsfreie Beziehung in der psychoanalytischen Situation. In: Psyche 1971, Heft 3, S. 206–0230
- Das Arbeitsbündnis und die Übertragung. In: Psyche 1966, Heft 2, S. 81–103
- Zum Problem der Empathie. In: Psyche 1961, Heft 2, S. 142–154